# Anaís García Balmaña
Anaís García Balmaña (Barcelona, 29 de septiembre de 1980) es una deportista española que compitió en natación adaptada. Ganó cuatro medallas en los Juegos Paralímpicos de Verano entre los años 1996 y 2004.

## Palmarés internacional
| Juegos Paralímpicos | Juegos Paralímpicos      | Juegos Paralímpicos | Juegos Paralímpicos    |
| Año                 | Lugar                    | Medalla             | Prueba                 |
| ------------------- | ------------------------ | ------------------- | ---------------------- |
| 1996                | Atlanta (Estados Unidos) | Medalla de bronce   | 4 × 100 m estilos B1-3 |
| 2000                | Sídney (Australia)       | Medalla de oro      | 100 m libre S11        |
| 2000                | Sídney (Australia)       | Medalla de oro      | 400 m libre S11        |
| 2004                | Atenas (Grecia)          | Medalla de oro      | 100 m libre S11        |